# Sopdou
Dans la mythologie égyptienne Sopdou est le dieu faucon de l'est (Pi-Sopdou) qui protège la route du désert contre les envahisseurs asiatiques.
C'était à l'origine la chaleur étouffante du soleil d'été. Le nom Sopdou, signifiant avec Sopd, dérive de cette chaleur arrivant peu après le lever héliaque de Sirius, et étant vu ainsi comme venant avec Sopdet. Sopdet est la déification de Sirius (Sopd est la forme masculine de Sopdet). Sopdet donnant naissance à cette chaleur, Sopdou est ainsi vu comme son enfant. Les Grecs ont fait une conclusion semblable ; le nom grec Sirius signifie un jour extrêmement chaud.
Sopdou était adoré dans la ville de Per-Sopdou (« le domaine de Sopdou »), actuellement Saft el-Henneh, un village situé au nord-est du Caire, dans l'est du delta du Nil. Il prenait l'aspect d'un faucon aux vertus guerrières, et était comparé à Chou. Sa compagne était la déesse Khensit, une forme locale d'Hathor.
Sous Nectanébo Ier (XXXe dynastie) fut taillée en son honneur une chapelle monolithe (naos) en granit noir (conservée au Musée du Caire, CG 70021) et retrouvée à Saft el-Henneh par l'égyptologue Henri Édouard Naville en 1884-1885. Ses parois extérieures et intérieures sont recouvertes d'inscriptions et de représentations divines (plus de 400) qui célèbrent Sopdou et Khensout mais aussi d'autres divinités du delta. Ce document est très précieux pour notre connaissance de la religion égyptienne aux époques tardives.